# 松浦光修
松浦 光修（まつうら みつのぶ、1959年 - ）は、日本の歴史学者。皇學館大学文学部国史学科教授。専門は日本思想史。

## 人物
昭和34年（1959年）熊本県熊本市生まれ。皇學館大学文学部国史学科を卒業後、同大学院博士課程文学研究科で日本思想史（日本の伝統国家思想）を学ぶ。「大国隆正の研究」により國學院大學から博士（神道学）の学位を取得。2018年現在、皇學館大学文学部教授。令和7年3月31日をもって定年退職。翌日の令和7年4月1日から「皇學館大学 特別教授」に就任。

## 著書

### 単著
- 『大国隆正の研究』大明堂、2001年。ISBN 4470200492
- 『やまと心のシンフォニー』国書刊行会、2002年。ISBN 4336044791
- 『いいかげんにしろ日教組：われ「亡国教育」と、かく闘えり』PHP研究所、2003年。ISBN 4569629881
- 『夜の神々』慧文社、2005年。ISBN 4905849349
- 『日本の心に目覚める五つの話』明成社、2010年。ISBN 9784944219926
- 『日本は天皇の祈りに守られている』致知出版社、2013年。ISBN 978-4800910059
- 『龍馬の「八策」：維新の核心を解き明かす』PHP研究所〈PHP新書1074〉、2016年。ISBN 9784569832678
- 『明治維新という大業：“大東亜四百年戦争”のなかで』明成社、2018年。ISBN 978-4905410522
- 『日本とは和歌：国史のなかの百首』慧文社、2020年。ISBN 978-4863301955
- 『不朽の人：吉田松陰と安倍晋三』明成社、2024年。ISBN 978-4905410751

### 編著
- 『増補 大国隆正全集』全8巻、国書刊行会、2001年。

### 共著
- 『名画にみる国史の歩み』近代出版社、2000年。ISBN 4907816006　※小堀桂一郎監修・所功編
- 『高等学校最新日本史』明成社、2003年。　※2002年4月 文部科学省検定済教科書
- （渡部昇一・八木秀次）『日本を虐げる人々：偽りの歴史で国を売る徒輩を名指しで糺す』PHP研究所、2006年。ISBN 4569647650
- 『日本人として知っておきたい皇室のこと』PHP研究所、2008年。ISBN 9784569699042　※中西輝政・日本会議編著
- 『日本史の中の世界一』育鵬社、2009年。ISBN 9784594058562　※田中英道責任編集
- 『日本人として。皇学』神社新報社〈神社新報ブックス15〉、2010年。ISBN 9784915265174（増補版、2012年。ISBN 9784915265174）　※皇學館大学編
- （岡野弘彦・金美齢・高橋史朗・畠山圭一・竹田恒泰）『君たちが、日本のためにできること：大学生に伝えたい祖国との絆』明成社、2011年。ISBN 9784944219995
- 『伊勢の神宮と式年遷宮』皇學館大学出版部、2013年。ISBN 9784876441815
- 『皇位継承：論点整理と提言』展転社、2020年。ISBN 9784886565068　※女性議員飛躍の会編

### 訳著
- 『新訳 南洲翁遺訓』PHP研究所、2008年。ISBN 9784569704173
- 『新訳 留魂録：吉田松陰の「死生観」』PHP研究所、2011年。ISBN 9784569800028
- 『新釈 講孟余話：吉田松陰、かく語りき』PHP研究所、2014年。ISBN 9784569823393